# Рассошинцы
Рассошинцы (укр. Розсошинці) — село в Чигиринском районе Черкасской области Украины.
Население по переписи 2001 года составляло 212 человек. Почтовый индекс — 20925. Телефонный код — 4730.

## Известные уроженцы
- Дейнеженко, Михаил Никифорович — Герой Советского Союза.

## Местный совет
20925, Черкасская обл., Чигиринский р-н, с. Красноселье